# Erzsébet híd (Komárom)
Az Erzsébet híd a Duna felett épített közúti híd, amely Észak- és Dél-Komáromot köti össze két város központján keresztűl. A hídtól indul a 132-es főút, amely Dél-Komárom belvárosán keresztül az 1-es főúttal és 13-as főúttal kínál összeköttetést. A szlovák oldali folytatása a 64-es főútba bekapcsolódó 64a számot viseli.
A híd az 1767,8 folyamkilométernél található.
A nemzetközi megállapodások értelmében a híd Magyarország és Szlovákia osztatlan közös tulajdonát képezi. 2017-2020 között megvalósult a két országot összekötő – a városközpont és az Erzsébet híd tehermentesítését is szolgáló – új Monostori híd felépítése. Azóta 20 tonnás súlykorlátozás van rajta érvényben.

## Története

### Építése

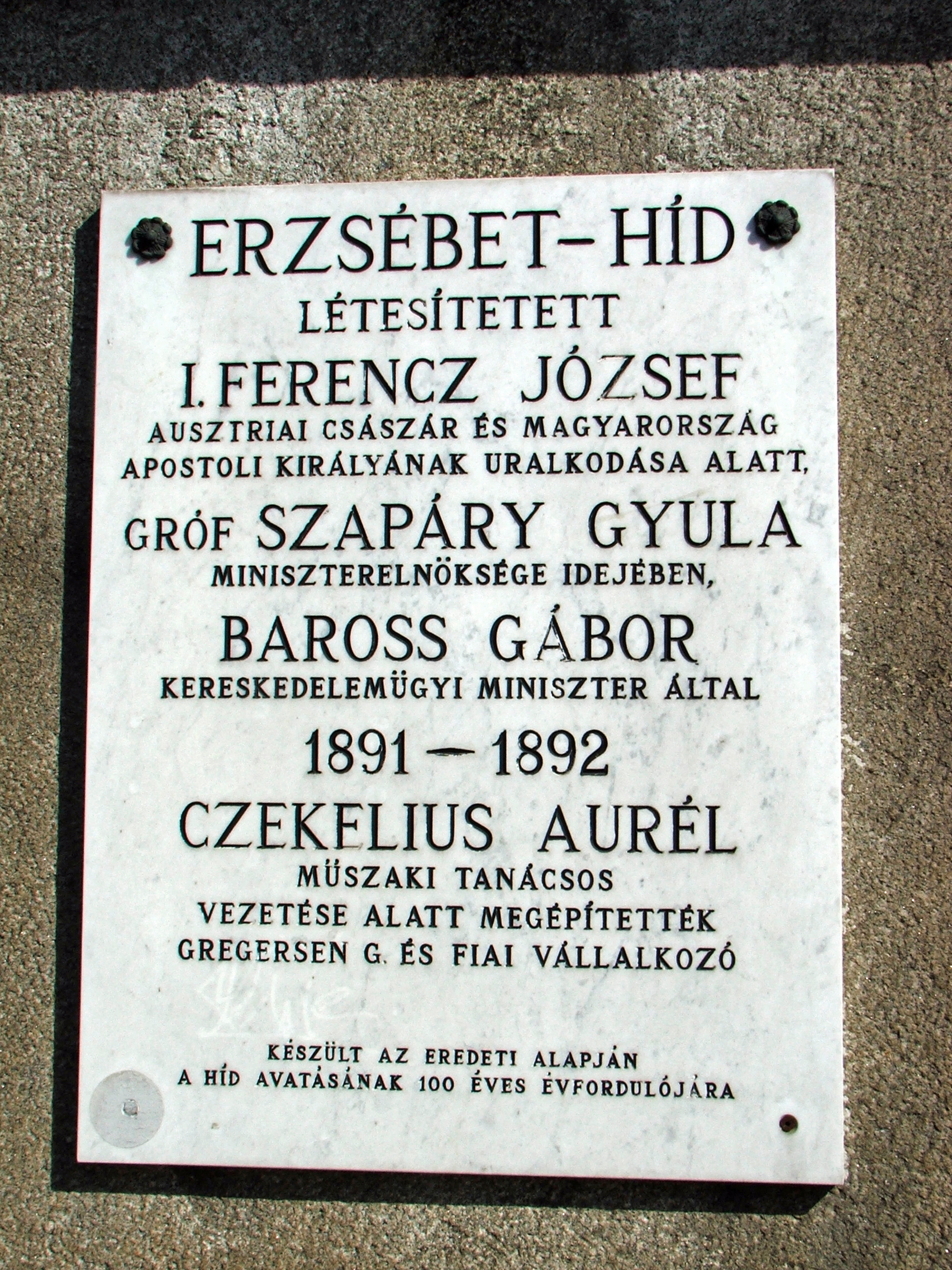
Az Erzsébet híd építésének emléktáblája

Komárom és a Duna jobb partja között 1589-ben létesült az első hajóhíd. Ez azonban csak rövid ideig állhatott fenn, mivel a jégzajlás a Duna ezen részén gyakorlatilag lehetetlenné tette tartós híd építését mindaddig, amíg a hídépítés tovább nem fejlődött. Erre végül csak 1891-ben került sor. Az Erzsébet híd Magyarország legelső nagyhídjai közé tartozik, amelyet magyar kivitelezők építettek, magyar tervek alapján. Terveit a kor legnevesebb hídtervezője, Feketeházy János készítette. A 4×100 méter ívnyílású híd 1891-1892 között épült meg, sarló alakú rácsos tartókkal. A hídépítés jogát Gregersen Guilbrand, a magyarrá lett norvég ács nyerte el. A Gregersen és Fiai cég állami megbízásból, 1 165 000 forintért építette meg a hidat, amelyet 1892. szeptember 1-jén éjfélkor adtak át a forgalomnak és Erzsébet királynéről neveztek el.
A hegesztett (kavartvas) szerkezeti elemek a Magyar Királyi Államvasutak Gépgyárában (MÁVAG) készültek, tömegük 2225 tonna. A négynyílású, alsópályás, csonka sarló alakú acélszerkezetű hídon 5,8 méter széles úttest és mindkét oldalon 2,5 méter széles járda épült. A híd alapozása keszon segítségével épült meg, mélysége 12 méter. Az alapozás falainak burkolata mészkő. A híd összeszerelését sínen mozgó portáldaru segítségével végezték el. Építése idején a pályaszerkezet a kereszttartókra helyezett fagerendákból állt. A gerendákat 1914-ben előregyártott vasbetonra, majd 1927-ben monolit vasbeton lemezre cserélték.
Közvetlenül a híd előtt található a 13-as főút egynyílású, alsópályás rácsos hídja, amely jellegében hasonló. A 48,4 méter nyílású felüljáró a Duna-híddal egyidejűleg készült el 1892-ben, és a vasútállomásra vezető vasúti vágányok (1-es vasúti fővonal) felett vezet át.  Ez a híd is Gregersen és a Magyar Államvasutak Gépgyárának munkája. A híd túloldalán lévő Erzsébet-szigetet ekkor még a Kis-Duna-ág felett ívelő fahíd kötötte össze Észak-Komárommal. A kis-dunai acélhidat csak ezt követően, 1898. november 21-én adták át.

### Újjáépítése és karbantartása

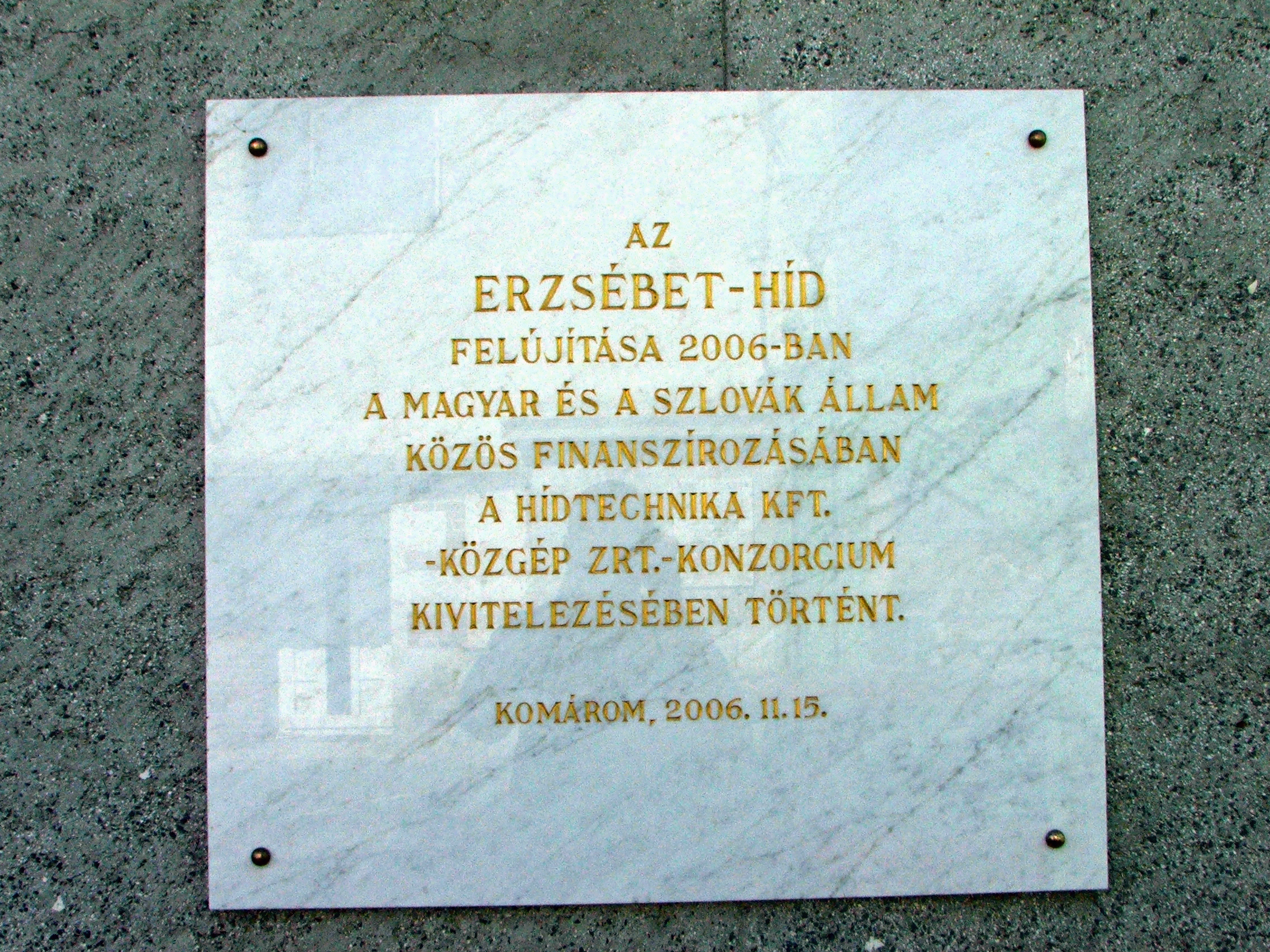
Erzsébet híd felújításának emléktáblája

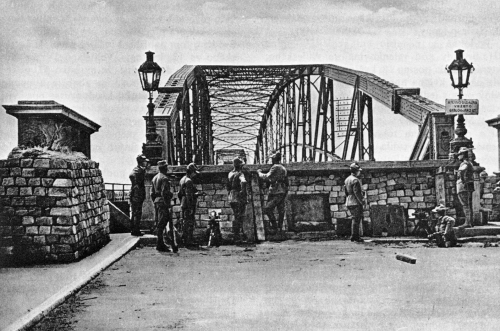
Csehszlovák légiósok lezárják a hidat (1919)

A második világháború végén, a visszavonuló német csapatok 1945 márciusában felrobbantották a két középső nyílást. A hidat 1946-ban Ivan Sztyepanovics Konyev marsall parancsára a Vörös Hadsereg mérnöki részlege és a Csehszlovák Köztársaság ipari vállalatai állították helyre, eredeti állapotának megfelelően a sértetlen részek felhasználásával. Az egyetlen eltérés az volt, hogy a két közbenső nyílásban fa pályaszerkezet épült. Ezt csak 1962-ben váltották fel az előregyártott vasbeton elemek. A pályalemezt 1980-ban ismét átépítették, új szigetelést és dilatációs szerkezeteket építettek be. Az 1990-es évek végére, a híd romló állapota miatt, nagyobb arányú felújítás vált szükségessé. Ezt megelőzően történt meg a magyar oldalon a Budapest–Hegyeshalom–Rajka-vasútvonal feletti közúti híd, illetve a szlovák oldalon a kikötői Kis-Duna-ág feletti nyitható szerkezetű híd rekonstrukciója. Miután az észak-komáromi rekonstrukció 2002-ben, a dél-komáromi pedig 2004-ben befejeződött, sor kerülhetett az Erzsébet híd felújítására. A kivitelezési munkákat az Európai Uniós közbeszerzési pályázat eredményeként a Hídtechnika Kft. és a Közgép Rt. alkotta Komárom–Komarno 2005 Konzorcium végezte el. A kivitelezés  költsége 5,4 millió eurós (1,6 milliárd forintos) költségét a két ország egyenlő arányban állta. 2005 telén kezdődött a munka, melynek során a pilléreket kőszórással újították fel, és kicserélték a hőhatások kiegyenlítésére szolgáló dilatációs elemeket. A lehetőségekhez mérten tíz-tíz centiméterrel szélesítették az útfelületet. Elvégezték a szigetelés és az aszfaltburkolat cseréjét, valamint a teljes közvilágítási hálózat átépítését, új acél járdakonzolokat építettek. A hajózás biztonsága érdekében radartükör is került a hídra. A híd maximális teherbírása 40 tonna, ennek ellenére megmarad a 20 tonnás korlátozás. A munkálatok során időszakos, fél- és egész pályás lezárásokra került sor. 2006. december 11-én teljes szélességében megnyitották a forgalom előtt.

### Érdekességek
- Ez legrégebbi, részben eredeti formában álló Duna-híd (a két szélső nyílás).[1]
- A tíz évenként esedékes korrózióvédelmi munkálatokat felváltva fizeti a két állam.
- 2002-ben a komáromi Klapka György Múzeum 110 éves a komáromi Erzsébet híd címmel kiállítást rendezett.
- 2009. augusztus 21-én Sólyom László köztársasági elnök itt akart átkelni a szlovák-magyar határon, de a szlovák határőrök visszafordították. Az eset tovább élezte a két ország kapcsolatát.[6]

## Képgaléria

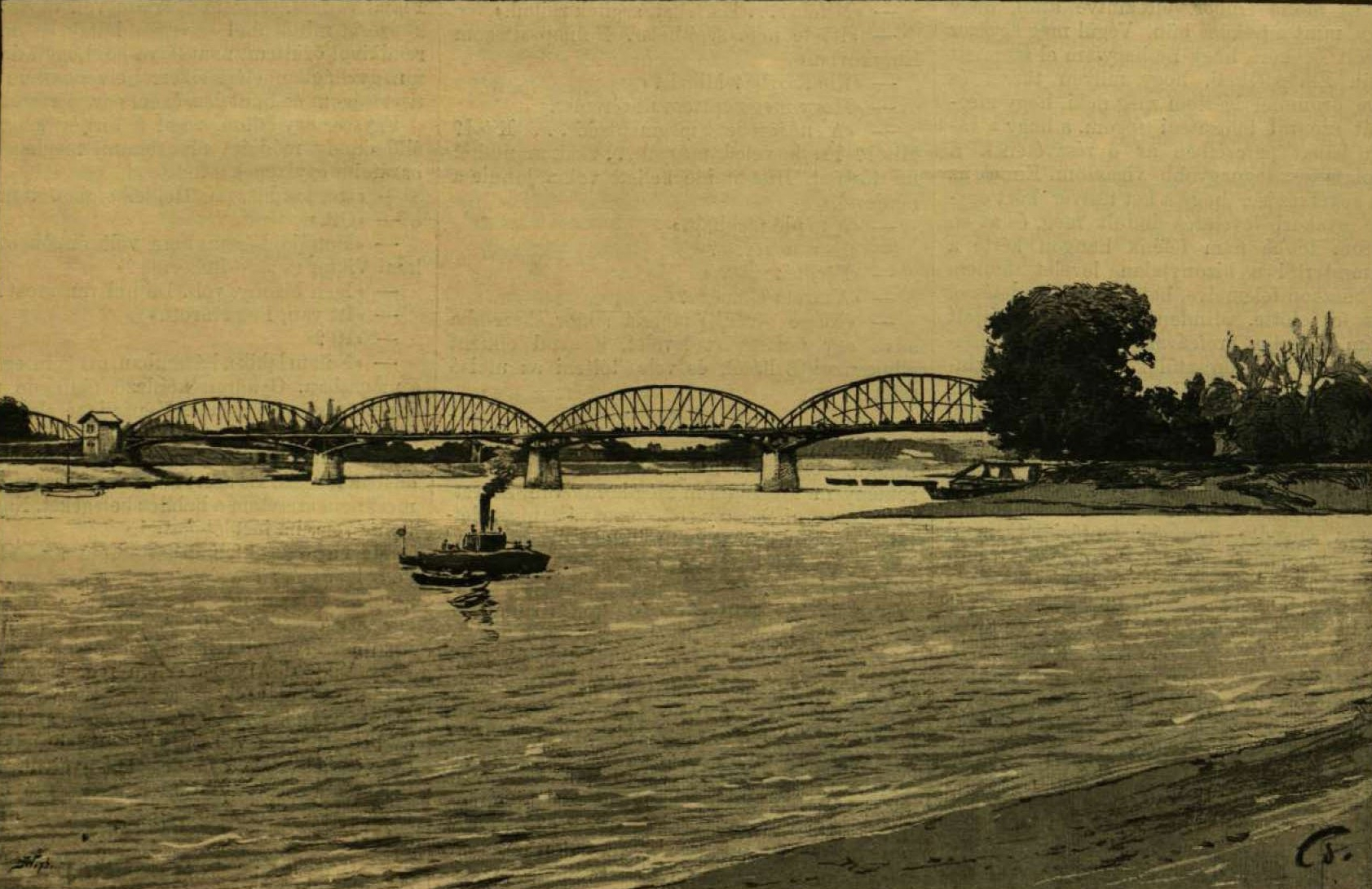
A híd 1892-ben
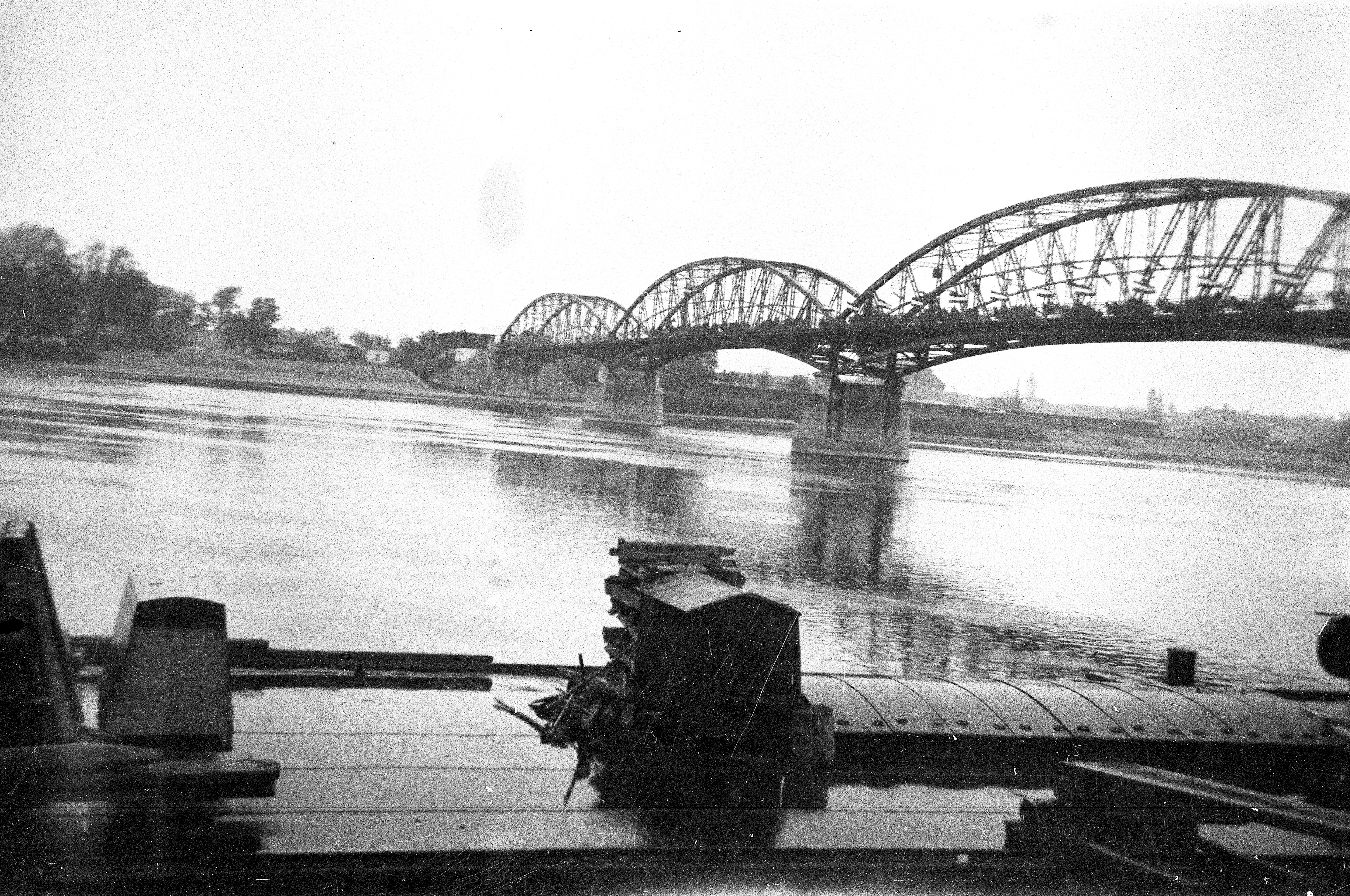
A híd 1938-ban
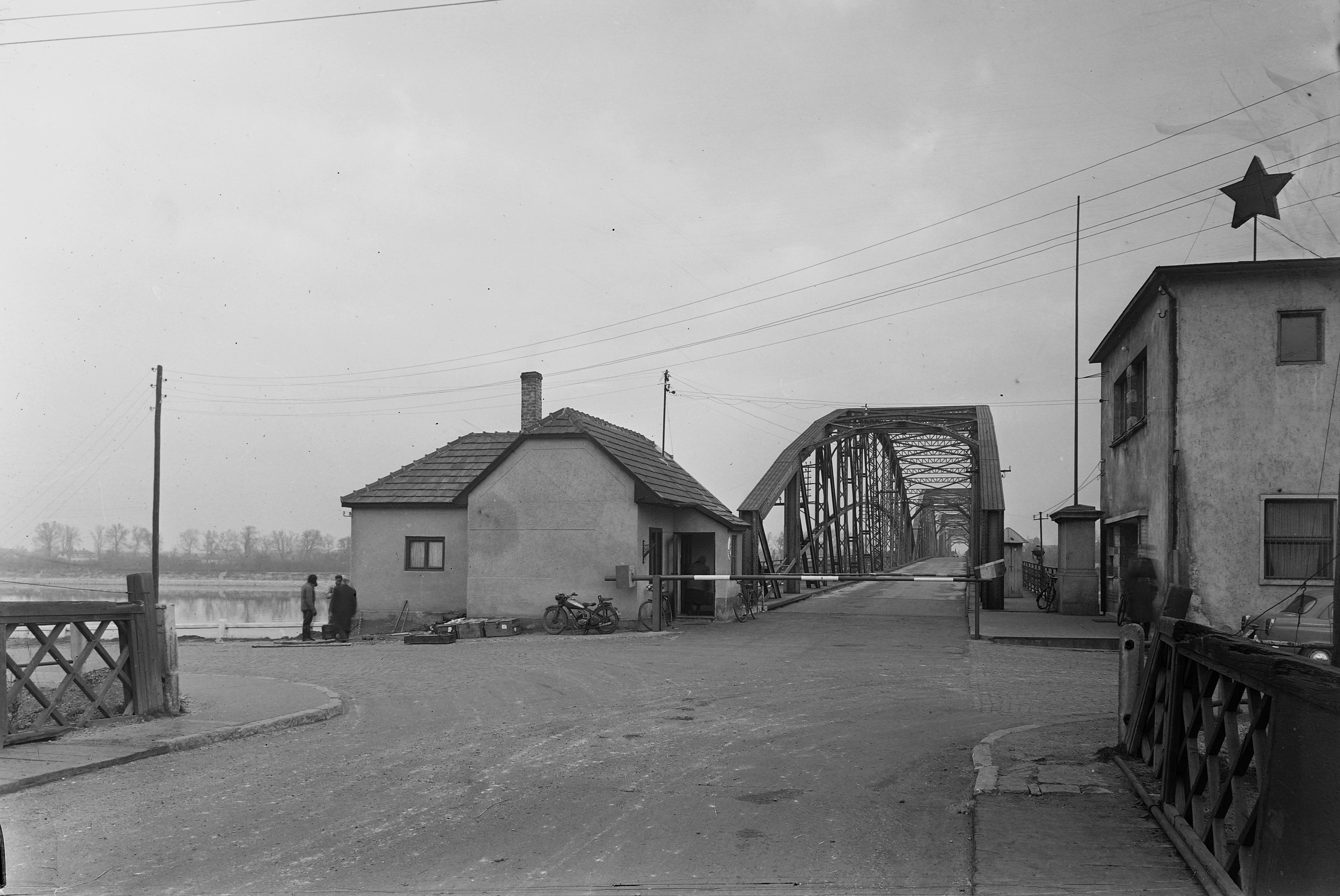
Határátkelő a híd déli lábánál (1957)
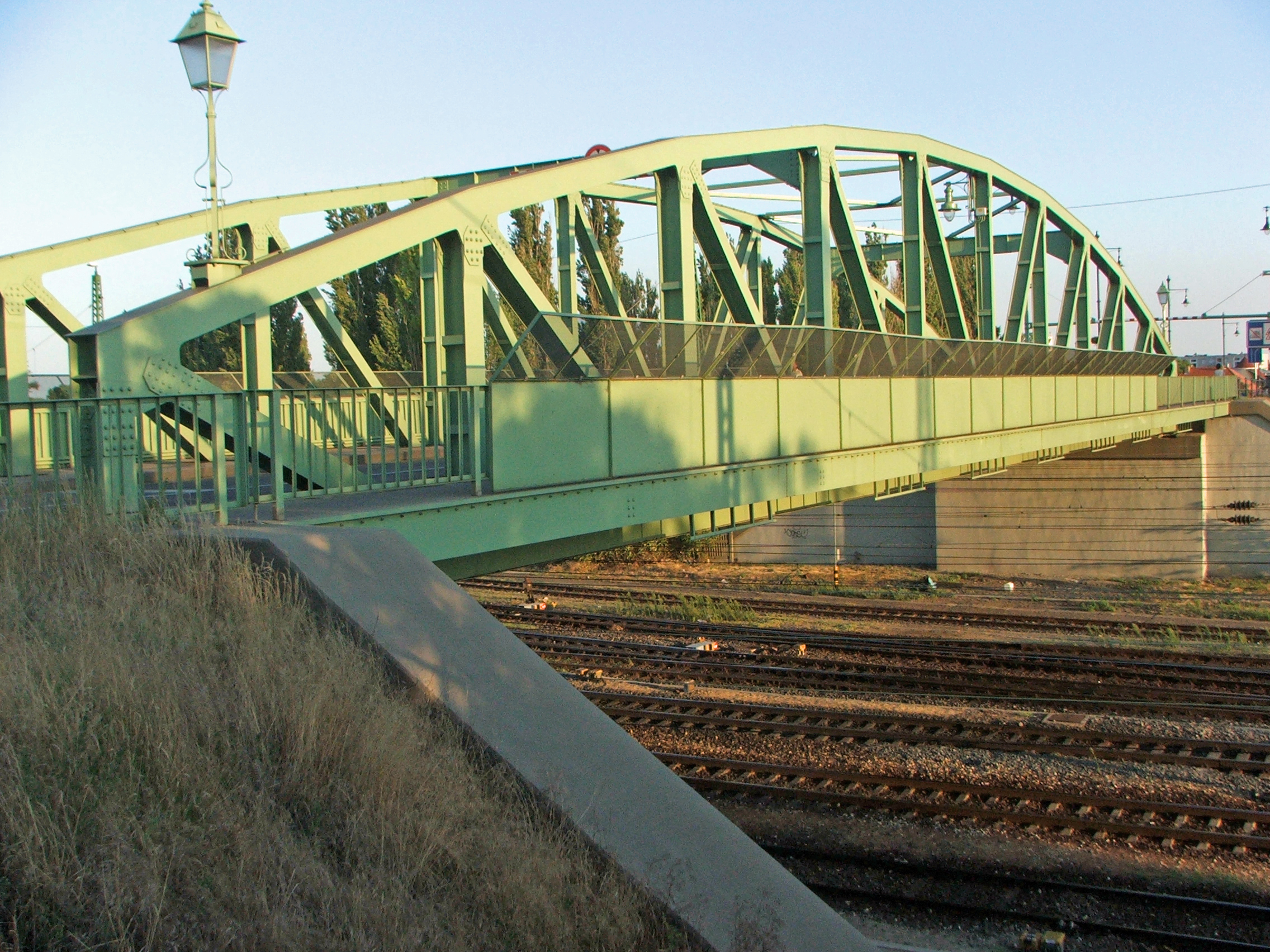
Az Erzsébet híd előhídja a vasút felett (2007)
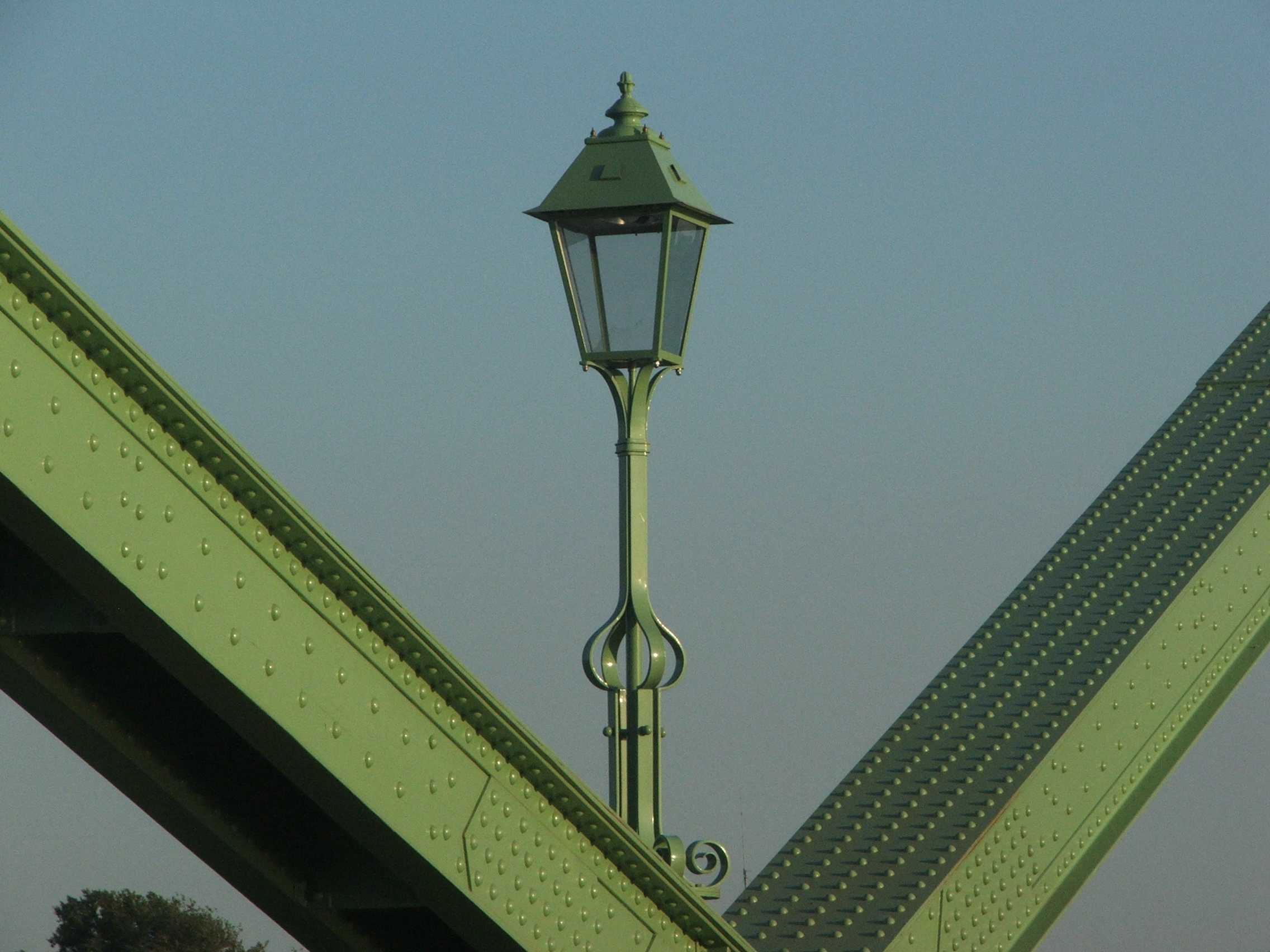
Az Erzsébet híd egyik kandelábere
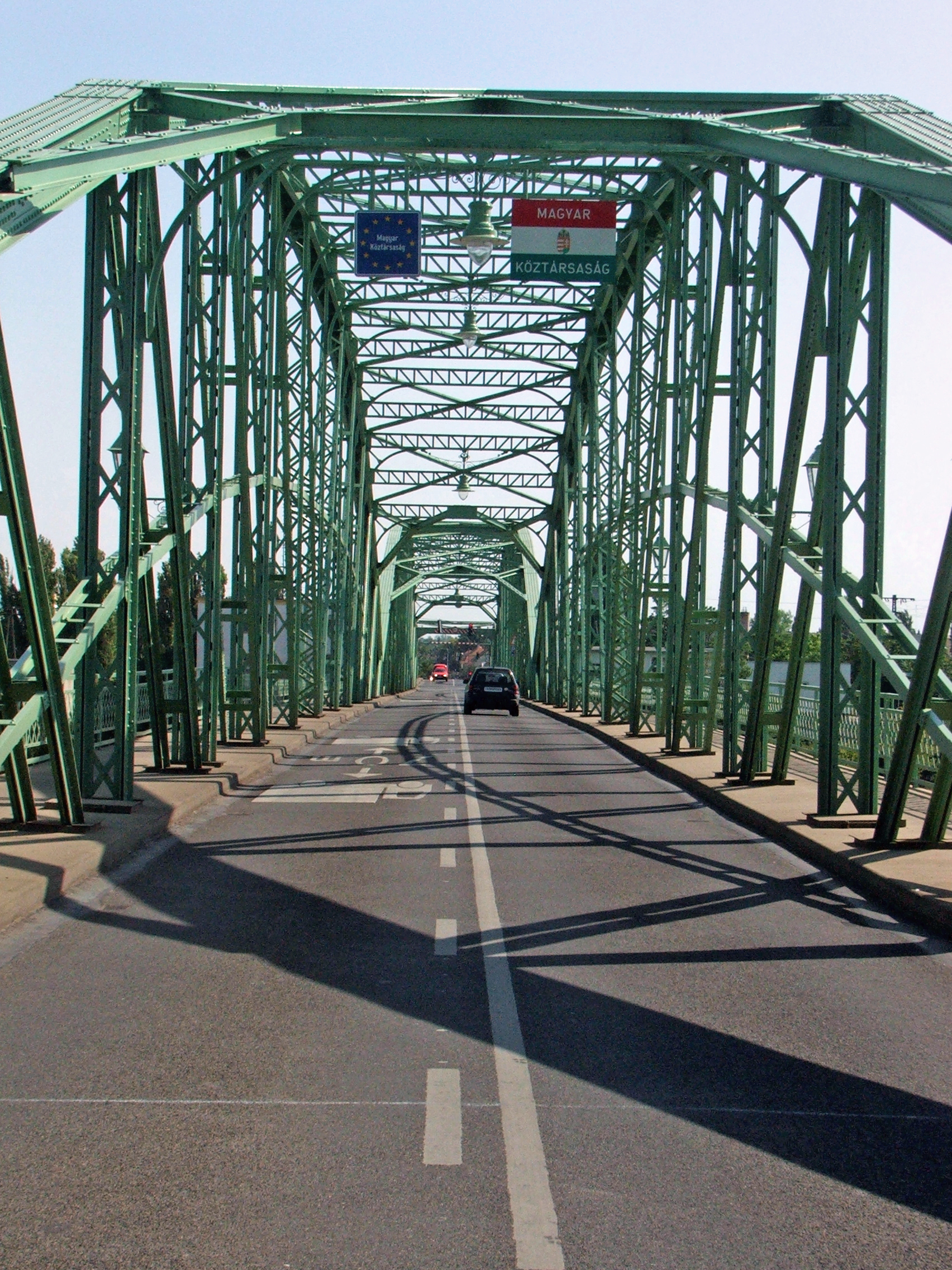
Útban Magyarország felé
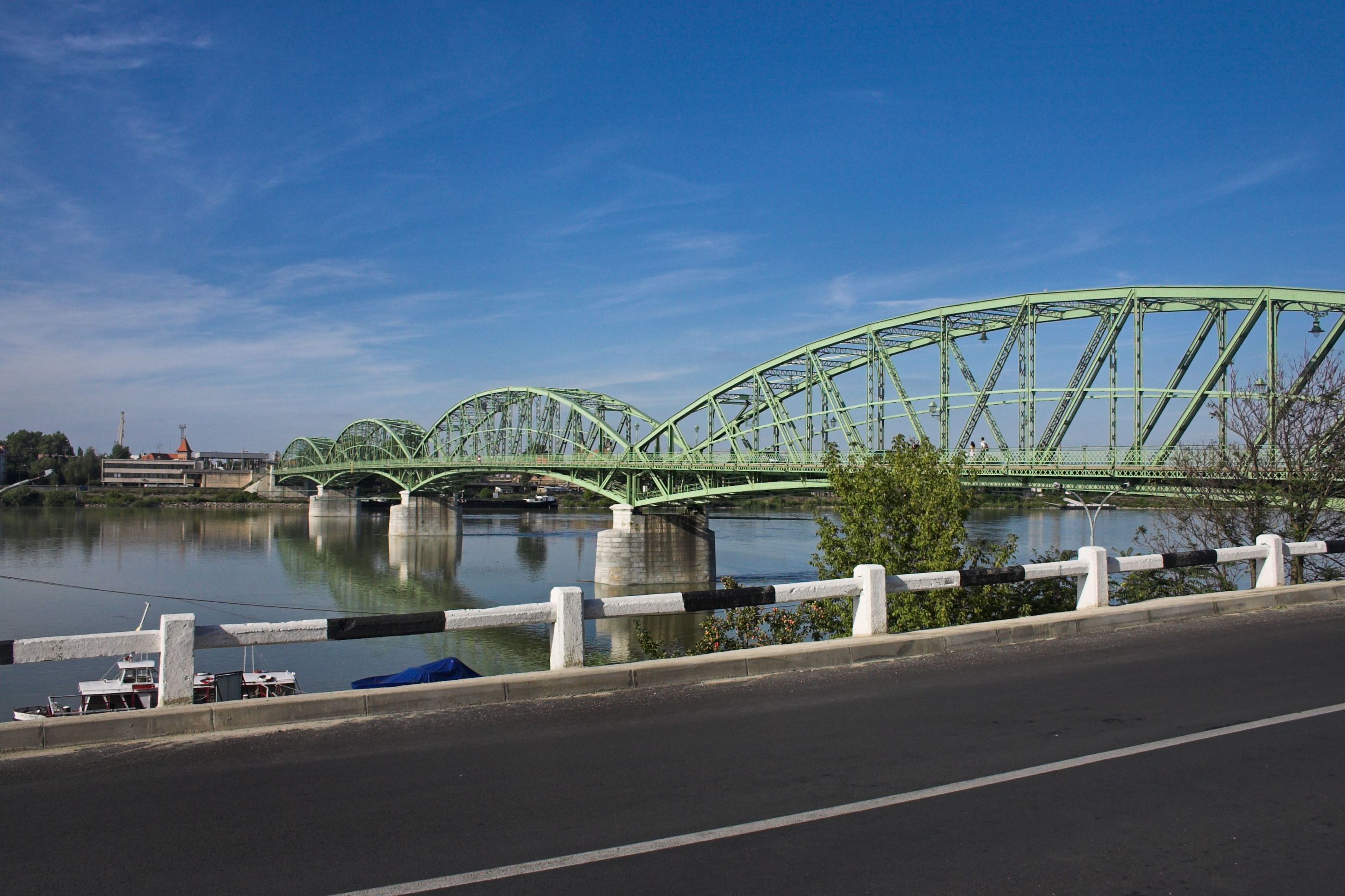
A híd oldalról (2008)
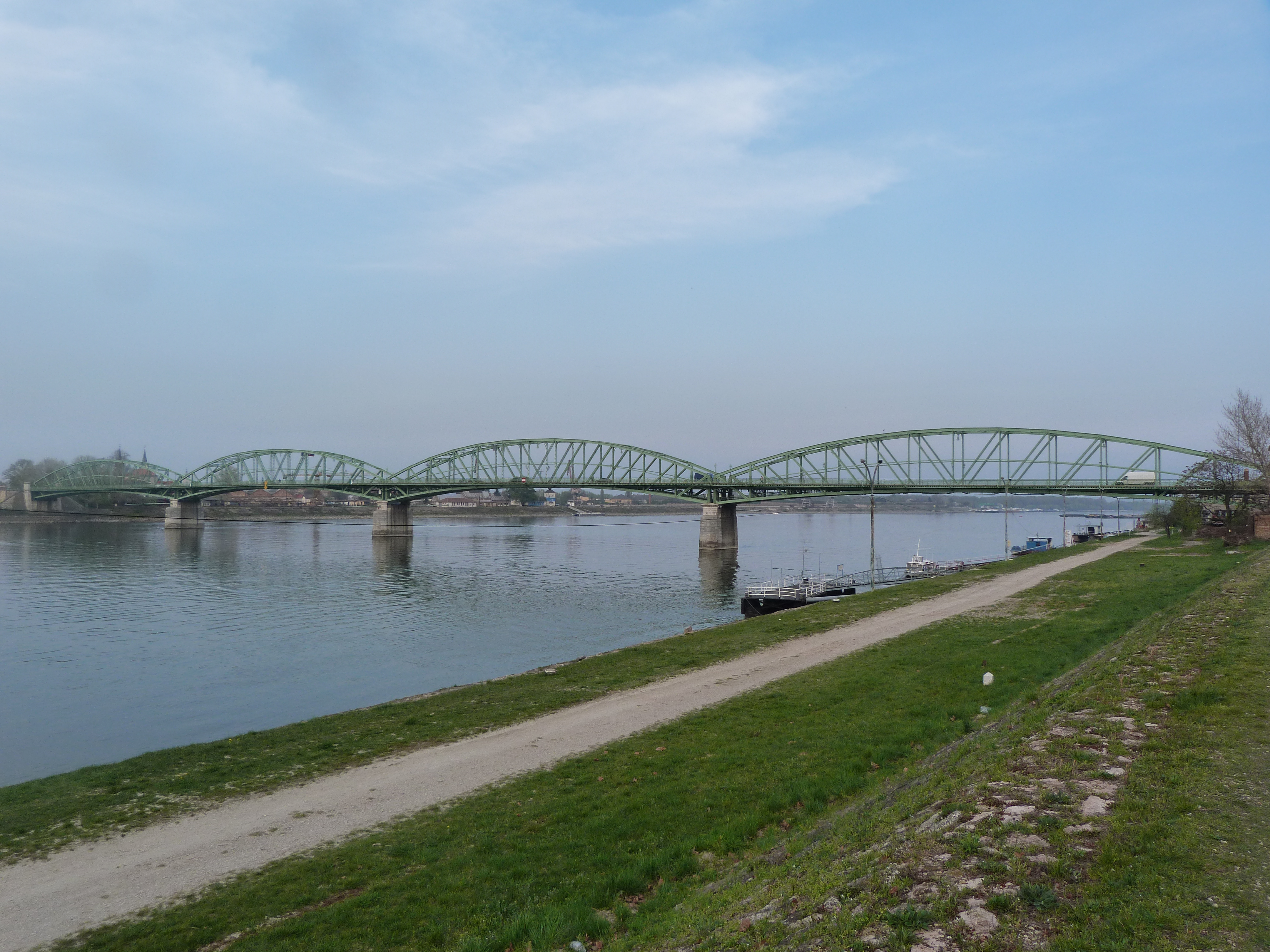
Az Erzsébet híd (2014)